# Jamie Chadwick

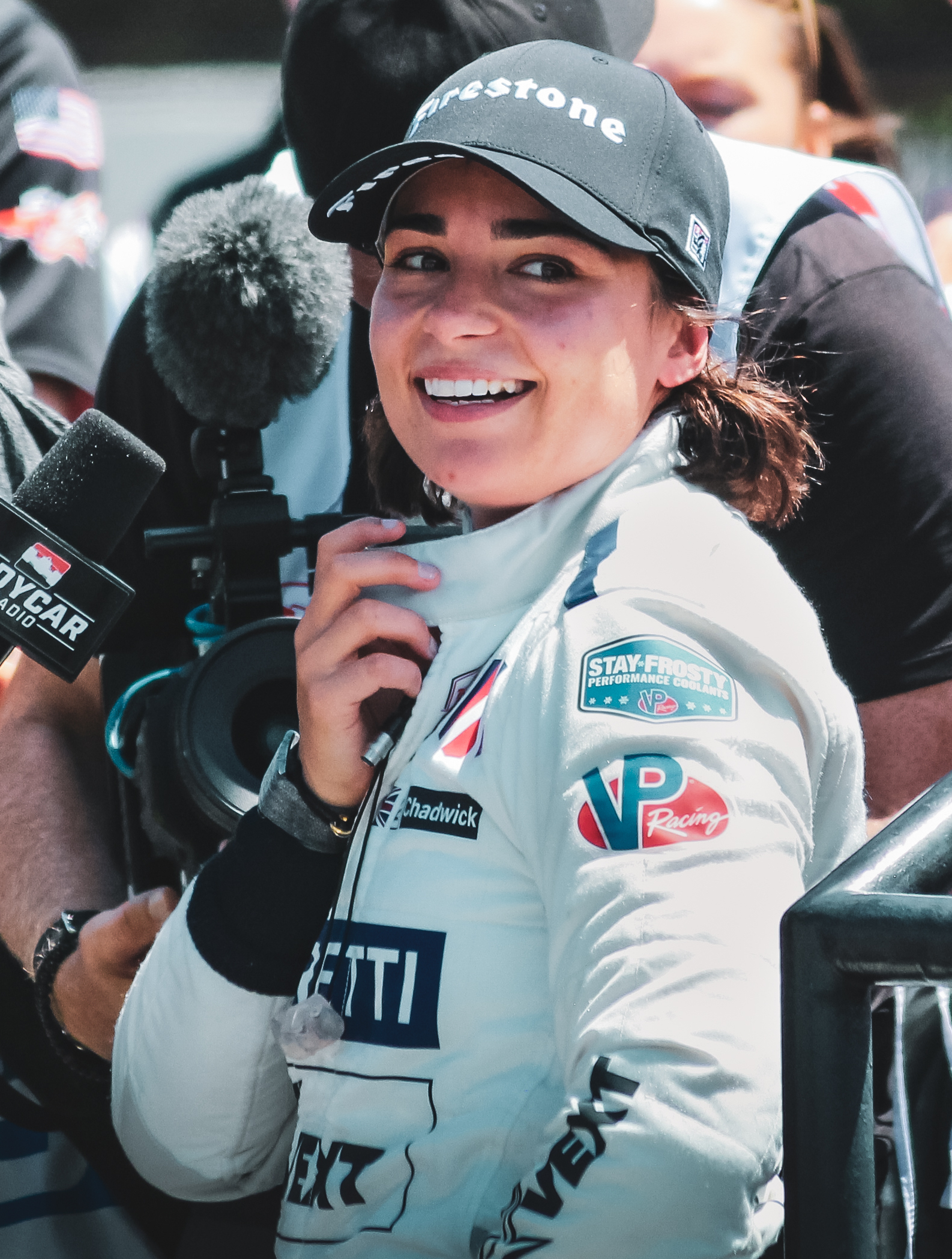
Jamie Chadwick im Jahr 2024

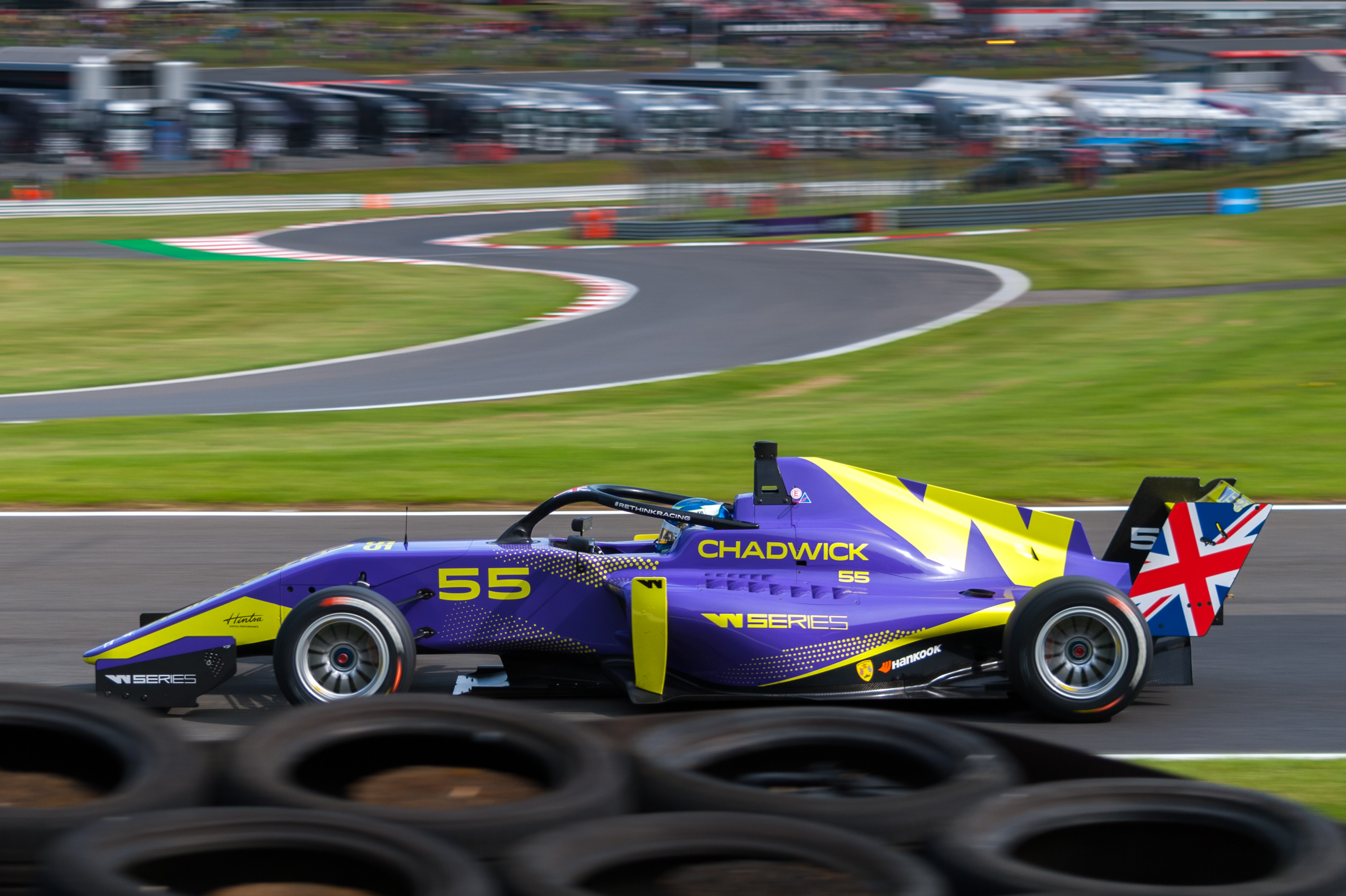
Jamie Chadwick beim Rennen der W Series in Brands Hatch 2019

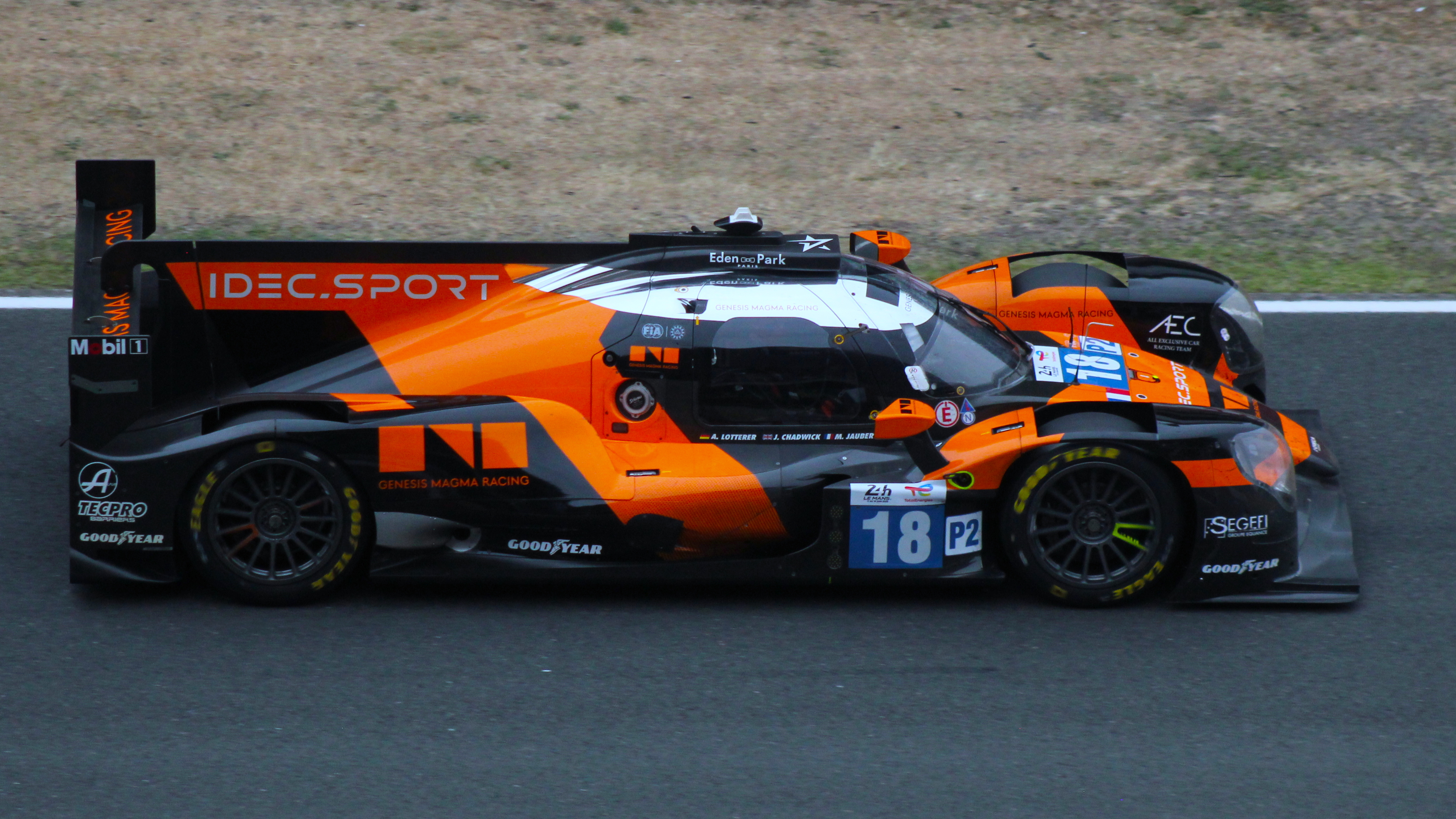
Der von Jamie Chadwick beim 24-Stunden-Rennen von Le Mans 2025 gefahrene Oreca 07

Jamie Laura Chadwick (* 20. Mai 1998 in Bath) ist eine britische Automobilrennfahrerin.

## Leben

### Kindheit
Chadwick wuchs auf der Isle of Man auf. Ihr Vater Michael ist ein Bauunternehmer, ihre indischstämmige Mutter als Geschäftsfrau tätig. Jamie Chadwick besuchte das Cheltenham College und lebt momentan in London. Chadwick begann im Alter von 11 Jahren mit dem Kartrennsport, nachdem ihr Bruder Oliver bereits Kartrennen fuhr. 2013 schlug sie ein Angebot für die Unter-18-Hockeymannschaft Englands aus, um am Wettbewerb für ein Ginetta Juniorstipedium teilzunehmen. Mit diesem Stipendium trat sie in der Ginetta Junior Championship 2013 an der Seite ihres Bruders für das JHR Developments Team an, wo sie die Meisterschaft als Zehnte beendete. 2014 erreichte sie in derselben Serie fünf Podiumsplatzierungen und wurde insgesamt Achte.

### Britische GT- und Formel-3-Meisterschaft
2015 und 2016 trat Chadwick in der GT4-Klasse der britischen GT-Meisterschaft an. Mit ihrem Copiloten Ross Gunn erzielte sie 2015 zwei Rennsiege und fünf Podiumsplatzierungen in einem Aston Martin Vantage. Zu den Siegen zählte auch das 24-Stunden-Rennen von Silverstone. Dadurch gewannen sie die GT4-Wertung der britischen GT-Meisterschaft, mit Chadwick als erstem weiblichen und jüngsten Meister aller Zeiten. 2016 wechselte sie während der Saison Team und Klasse, schließlich beendete sie sie auf Platz 15. 2016 nahm sie am 9. Rennen der VLN Langstreckenmeisterschaft Nürburgring teil und beendete es auf dem dritten Platz in der SP8-Klasse.
Chadwick wechselte 2017 in ein das Monocockpit und nahm an der britischen Formel-3-Meisterschaft teil. Für das Team Double R Racing erreichte sie mit Platz 3 in Rockingham ein Podium in der Saison und beendete diese schließlich auf dem neunten Platz. 2018 fuhr sie in derselben Serie für Douglas Motorsport und gewann als erste Frau ein britisches Formel-3-Rennen in Brands Hatch. Die Saison schloss sie Platz acht ab.

### Weitere Antritte 2018–2019
Ebenfalls 2018 nahm sie am 24-Stunden-Rennen auf dem Nürburgring teil, wo sie einen Aston Martin Vantage V8 GT4 gemeinsam mit Jonny Adam, Alex Lynn und Pete Cate fuhr. Das Team wurde fünfte in ihrer Klasse und erzielte den 63. Gesamtrang.
Zwischen November 2018 und Februar 2019 fuhr sie in der indischen MRF Challenge Formula 2000. Mit sechs Rennsiegen und 40 Punkten Abstand auf den Zweitplatzierten in der Meisterschaft gewann sie den Titel – erneut als erste Frau in dieser Serie.
Beim 24-Stunden-Rennen auf dem Nürburgring trat sie mit Alex Brundle und Peter Cate in einem Aston Martin Vantage AMR GT4 an. Das Team gewann in der SP8-Klasse und wurde in der Gesamtwertung siebenundzwanzigste.
Chadwick fuhr zudem zwei Testtage für das Formel-E-Team NIO in Riad und Marakesch. Sie fuhr ein Freies Training im Euroformula-Open-Auto von Double R Racing in Silverstone, wobei die Option diskutiert wurde, in Zukunft in der Serie anzutreten.

### W Series, F3 Asian Championship und FRECA
Im März 2019 wurde Chadwicks Teilnahme an der ersten Saison der W Series bestätigt. Beim ersten Rennen führte sie beide Trainingssessions an, holte sich die Pole-Position und den Rennsieg. Beim zweiten Rennen in Zolder qualifizierte sie sich erneut auf die Pole-Position, verlor die Führung aber an Beitske Visser und musste sich gegen Alice Powell verteidigen, nachdem sie sich verbremst hatte. Schließlich beendete sie das Rennen auf dem zweiten Platz. In Misano qualifizierte sie sich auf den zweiten Platz, überholte Fabienne Wohlwend beim Start und erzielte ihren zweiten Rennsieg in der Serie. Sie holte je einen dritten Platz am Norisring und in Assen. Vor dem finalen Rennen in Brands Hatch hatte sie 13 Punkte Vorsprung auf Visser und startete erneut von der Pole-Position. Nachdem sie Positionen an Powell, Emma Kimiläinen und Visser verloren hatte, reichte ihr ein vierter Platz, um die Meisterschaft zu gewinnen.
Chadwick wurde als Juniorin von Aston Martin Racing unter Vertrag genommen, wobei eine inoffizielle Partnerschaft bereits seit 2014 bestanden hatte. Im Mai 2019 wurde sie Teil der Williams Driver Academy und Entwicklungsfahrerin des Formel-1-Teams.
Nachdem sie 2019 an drei Rennen der F3 Asian Championship teilgenommen hatte, absolvierte sie von Dezember 2019 bis Februar 2020 alle Rennen der neuen Saison. Für das Team Absolute Racing holte sie vier Podiumsplatzierungen und beendete die Meisterschaft auf Platz 4. Hierdurch erhielt sie 10 Superlizenz-Punkte.
Chadwick trat 2020 für das Prema Powerteam in der Formula Regional European Championship an und wurde Neunte in der Gesamtwertung.
Sie wurde als Fahrerin für die erste Saison der Extreme E im Jahr 2021 angekündigt. Sie konnte jedoch aufgrund ihrer Verpflichtungen in der W Series an zwei Rennwochenenden der Extreme E nicht teilnehmen. Veloce Racing schloss die Saison auf Platz 7 der Teamwertung ab.
Chadwick wurde 2021 mit dem Team Veloce Racing zum zweiten Mal Gesamtsiegerin der W Series. 2022 trat sie erneut in der W Series an und gewann zum dritten Mal in Folge die Meisterschaft.

### Indy NXT
Am 21. September 2022 absolvierte Chadwick einen Test für Andretti Autosport in deren Indy Lights-Bolide in Sebring. Daraufhin wurde am 1. Dezember angekündigt, dass Andretti die Fahrerin für die Indy NXT-Saison 2023 unter Vertrag genommen hat. Die Saison beendete sie auf dem 12. Rang in der Meisterschaft.
2024 zeigte Chadwick gegenüber der vorherigen Saison eine sofortige Verbesserung, kämpfte in den ersten Rennen an der Spitze des Feldes, erzielte aber aufgrund von Kollisionen und technischen Problemen sie keine Ergebnisse, die ihrem Tempo entsprachen. Im sechsten Rennen in Road America verwandelte sie ihre erste Pole-Position in einen Start-Ziel-Sieg. Auf dem Indianapolis Motor Speedway stand Chadwick mit Platz drei erneut auf dem Podium.

## Statistik

### Karrierestationen
| Saison  | Serie                                  | Team                       | Rennen | Siege | Poles | Schnellste Runden | Podien | Punkte | Rang |
| ------- | -------------------------------------- | -------------------------- | ------ | ----- | ----- | ----------------- | ------ | ------ | ---- |
| 2013    | Ginetta Junior Championship            | JHR Developments           | 20     | 0     | 0     | 0                 | 7      | 221    | 10.  |
| 2014    | Ginetta Junior Championship            | JHR Developments           | 20     | 0     | 0     | 0                 | 5      | 287    | 8.   |
| 2015    | British GT Championship - GT4          | Beechdean-AMR              | 7      | 2     | 0     | 0                 | 5      | 164.5  | 1.   |
| 2016    | British GT Championship - GT4          | Generation AMR SuperRacing | 6      | 0     | 0     | 0                 | 0      | 29     | 15.  |
| 2017    | BRDC British Formula 3                 | Double R Racing            | 24     | 0     | 0     | 0                 | 1      | 264    | 9.   |
| 2018    | BRDC British Formula 3                 | Douglas Motorsport         | 24     | 1     | 0     | 0                 | 2      | 260    | 8.   |
| 2018–19 | MRF Challenge Formula 2000             | MRF Racing                 | 15     | 6     | 0     | 5                 | 9      | 280    | 1.   |
| 2019    | W Series                               | –                          | 6      | 2     | 3     | 0                 | 5      | 110    | 1.   |
| 2019    | F3 Asian Championship                  | Seven GP                   | 3      | 0     | 0     | 0                 | 0      | 18     | 14.  |
| 2019–20 | F3 Asian Championship                  | Absolute Racing            | 15     | 0     | 0     | 2                 | 4      | 139    | 4.   |
| 2020    | Formula Regional European Championship | Prema Powerteam            | 23     | 0     | 0     | 0                 | 1      | 80     | 9.   |
| 2021    | W Series                               | Veloce Racing              | 8      | 4     | 4     | 3                 | 7      | 159    | 1.   |
| 2022    | W Series                               | Jenner Racing              | 7      | 5     | 3     | 4                 | 6      | 143    | 1.   |
| 2023    | Indy NXT                               | Andretti Autosport         | 14     | 0     | 0     | 0                 | 0      | 262    | 12.  |
| 2024    | Indy NXT                               | Andretti Autosport         | 14     | 1     | 1     | 0                 | 2      | 310    | 7.   |
| 2025    | European Le Mans Series - LMP2         | IDEC Sport Racing          |        |       |       |                   |        |        |      |

### Einzelergebnisse in der W Series
| Jahr | 1   | 2   | 3   | 4   | 5   | 6   | 7   | 8   | 9   | 10  | Punkte | Rang |
| ---- | --- | --- | --- | --- | --- | --- | --- | --- | --- | --- | ------ | ---- |
| 2019 | HOC | ZOL | MIS | NOR | ASS | BRA |     |     |     |     | 110    | 1.   |
| 2019 | 1   | 2   | 1   | 3   | 3   | 4   |     |     |     |     | 110    | 1.   |
| 2021 | RBR | RBR | SIL | BUD | SPA | ZAN | AUS | AUS |     |     | 159    | 1.   |
| 2021 | 6   | 1   | 3   | 1   | 2   | 2   | 1   | 1   |     |     | 159    | 1.   |
| 2022 | MIA | MIA | CAT | SIL | LEC | BUD | SIN | AUS | MEX | MEX | 143    | 1.   |
| 2022 | 1   | 1   | 1   | 1   | 1   | 2   | DNF | C   | C   | C   | 143    | 1.   |

### Einzelergebnisse in der Formula Regional European Championship
| Jahr | Team  | 1   | 2   | 3   | 4   | 5   | 6   | 7   | 8   | 9   | 10  | 11  | 12  | 13  | 14  | 15  | 16  | 17  | 18  | 19  | 20  | 21  | 22  | 23  | 24  | Punkte | Rang |
| ---- | ----- | --- | --- | --- | --- | --- | --- | --- | --- | --- | --- | --- | --- | --- | --- | --- | --- | --- | --- | --- | --- | --- | --- | --- | --- | ------ | ---- |
| 2020 | Prema | MIS | MIS | MIS | LEC | LEC | LEC | RBR | RBR | RBR | MUG | MUG | MUG | MNZ | MNZ | MNZ | CAT | CAT | CAT | IMO | IMO | IMO | VLL | VLL | VLL | 80     | 9.   |
| 2020 | Prema | 3   | 8   | 6   | 10  | 10  | 9   | DNF | 10  | 5   | 9   | 7   | 8   | 10  | DNF | 8   | 10  | 9   | 10  | DNF | 9   | 10  | 8   | C   | 7   | 80     | 9.   |

| Legende  | Legende            | Legende                                                          |
| Farbe    | Abkürzung          | Bedeutung                                                        |
| -------- | ------------------ | ---------------------------------------------------------------- |
| Gold     | –                  | Sieg                                                             |
| Silber   | –                  | 2. Platz                                                         |
| Bronze   | –                  | 3. Platz                                                         |
| Grün     | –                  | Platzierung in den Punkten                                       |
| Blau     | –                  | Klassifiziert außerhalb der Punkteränge                          |
| Violett  | DNF                | Rennen nicht beendet (did not finish)                            |
| Violett  | NC                 | nicht klassifiziert (not classified)                             |
| Rot      | DNQ                | nicht qualifiziert (did not qualify)                             |
| Rot      | DNPQ               | in Vorqualifikation gescheitert (did not pre-qualify)            |
| Schwarz  | DSQ                | disqualifiziert (disqualified)                                   |
| Weiß     | DNS                | nicht am Start (did not start)                                   |
| Weiß     | WD                 | zurückgezogen (withdrawn)                                        |
| Hellblau | PO                 | nur am Training teilgenommen (practiced only)                    |
| Hellblau | TD                 | Freitags-Testfahrer (test driver)                                |
| ohne     | DNP                | nicht am Training teilgenommen (did not practice)                |
| ohne     | INJ                | verletzt oder krank (injured)                                    |
| ohne     | EX                 | ausgeschlossen (excluded)                                        |
| ohne     | DNA                | nicht erschienen (did not arrive)                                |
| ohne     | C                  | Rennen abgesagt (cancelled)                                      |
| ohne     | keine WM-Teilnahme |                                                                  |
| sonstige | P/fett             | Pole-Position                                                    |
| sonstige | 1/2/3/4/5/6/7/8    | Punktplatzierung im Sprint-/Qualifikationsrennen                 |
| sonstige | SR/kursiv          | Schnellste Rennrunde                                             |
| sonstige | *                  | nicht im Ziel, aufgrund der zurückgelegten Distanz aber gewertet |
| sonstige | ()                 | Streichresultate                                                 |
| sonstige | unterstrichen      | Führender in der Gesamtwertung                                   |

### Le-Mans-Ergebnisse
| Jahr | Team       | Fahrzeug | Teamkollege    | Teamkollege    | Platzierung | Ausfallgrund  |
| ---- | ---------- | -------- | -------------- | -------------- | ----------- | ------------- |
| 2025 | IDEC Sport | Oreca 07 | Mathys Jaubert | André Lotterer | Ausfall     | Reifenschaden |

### Einzelergebnisse in der FIA-Langstrecken-Weltmeisterschaft
| Saison | Team       | Rennwagen | 1   | 2   | 3   | 4   | 5   | 6   | 7   | 8   |
| ------ | ---------- | --------- | --- | --- | --- | --- | --- | --- | --- | --- |
| 2025   | IDEC Sport | Oreca 07  | KAT | IMO | SPA | LEM | SAO | AUS | FUJ | BAH |
| 2025   | IDEC Sport | Oreca 07  | DNF |     |     |     |     |     |     |     |